# Jurinia analis
Jurinia analis är en tvåvingeart som beskrevs av Vimmer och Victor Gerald Soukup 1940. Jurinia analis ingår i släktet Jurinia och familjen parasitflugor.
Artens utbredningsområde är Peru. Inga underarter finns listade i Catalogue of Life.